# Tomáš (finský biskup)
Tomáš je první známý finský biskup. Je o něm známo velmi málo, ale ví se, že na svoji funkci rezignoval v roce 1245 a o tři léta později zemřel ve Visby.
Jediný dokument z doby, kdy byl ve funkci biskupa, který ho zmiňuje, je listina jím podepsaná v roce 1234 v Nousiainenu, v které uděluje pozemky svému kaplanu Vilémovi. Jedná se o nejstarší dochovanou zprávu psanou ve Finsku. Ve věci samotné se mohlo jednat o důsledek papežského povolení Řehoře IX. z počátku roku 1229, kterým povoluje církvi převzít všechna nekřesťanská obřadní místa ve Finsku.
Dále o biskupově činnosti není nic známo až do roku 1245, kdy mu papež Inocenc IV. 21. února povoluje rezignovat. Podle papežské zprávy se Tomáš dopustil mnoha provinění, například umučil muže k smrti a zfalšoval list od papeže. Na rezignaci měl dohlédnout uppsalský arcibiskup a místní dominikánský převor. K dominikánům se uchýlil na dožití i Tomáš, když jim předtím věnoval svou knihovnu.
Ačkoliv je Tomáš první známý finský biskup, zcela jistě nebyl první, protože papež Inocenc III. píše v roce 1209 o smrti nejmenovaného finského biskupa.